# Jasieniec Solecki
Jasieniec Solecki – wieś w Polsce, położona w województwie mazowieckim, w powiecie zwoleńskim, w gminie Zwoleń. Ma status sołectwa.
Wieś jest siedzibą rzymskokatolickiej parafii Niepokalanego Poczęcia Najświętszej Maryi Panny z zabytkowym kościołem Niepokalanego Poczęcia NMP.
W latach 1954–1972 wieś należała i była siedzibą władz gromady Jasieniec Solecki. W latach 1957–1975 miejscowość administracyjnie należała do województwa kieleckiego w latach 1975–1998 do województwa radomskiego.

## Integralne części wsi
| SIMC    | Nazwa                | Rodzaj    |
| ------- | -------------------- | --------- |
| 0642900 | Jasieniec Południowy | część wsi |
| 0642916 | Jasieniec Północny   | część wsi |
| 0642922 | Krzaczki             | część wsi |
| 0642939 | Zabagienki           | część wsi |

## Historia
Według Słownik geograficzny Królestwa Polskiego z roku 1882 wymienia Jasieniec Solecki  jako wieś i majorat w powiecie iłżeckim gminie i parafii Ciepielów. Odległy 32 wiorsty od Iłży.
W 1825 roku było tu 78 domów i 569 mieszkańców. W roku 1860 było 98 domów, 784 mieszkańców, 1347 mórg ziemi dworskiej i 1618 mórg ziemi włościańskiej. Majorat został nadany począwszy od  1838 roku lejtnantowi Szabelskiemu i składał się, oprócz Jasieńca, ze wsi Kawenczyn, Wyglądała i Barto.
W 1840 roku majorat ten składał się z folwarku i wsi folwarcznej Barycz, wsi Baranowa i wsi Pole Jarantowskie.
Dwór Jasieniec posiadał obszerny pałac, okolony parkiem i alejami lipowymi, przed rokiem 1840 pałac spalił się z niewiadomej przyczyny.